# 284
Năm 284 là một năm trong lịch Julius. 